# Wiesław Pietroń
Wiesław Pietroń (ur. 4 czerwca 1934 w Gdyni, zm. 2001) – polski rzeźbiarz.

## Życiorys

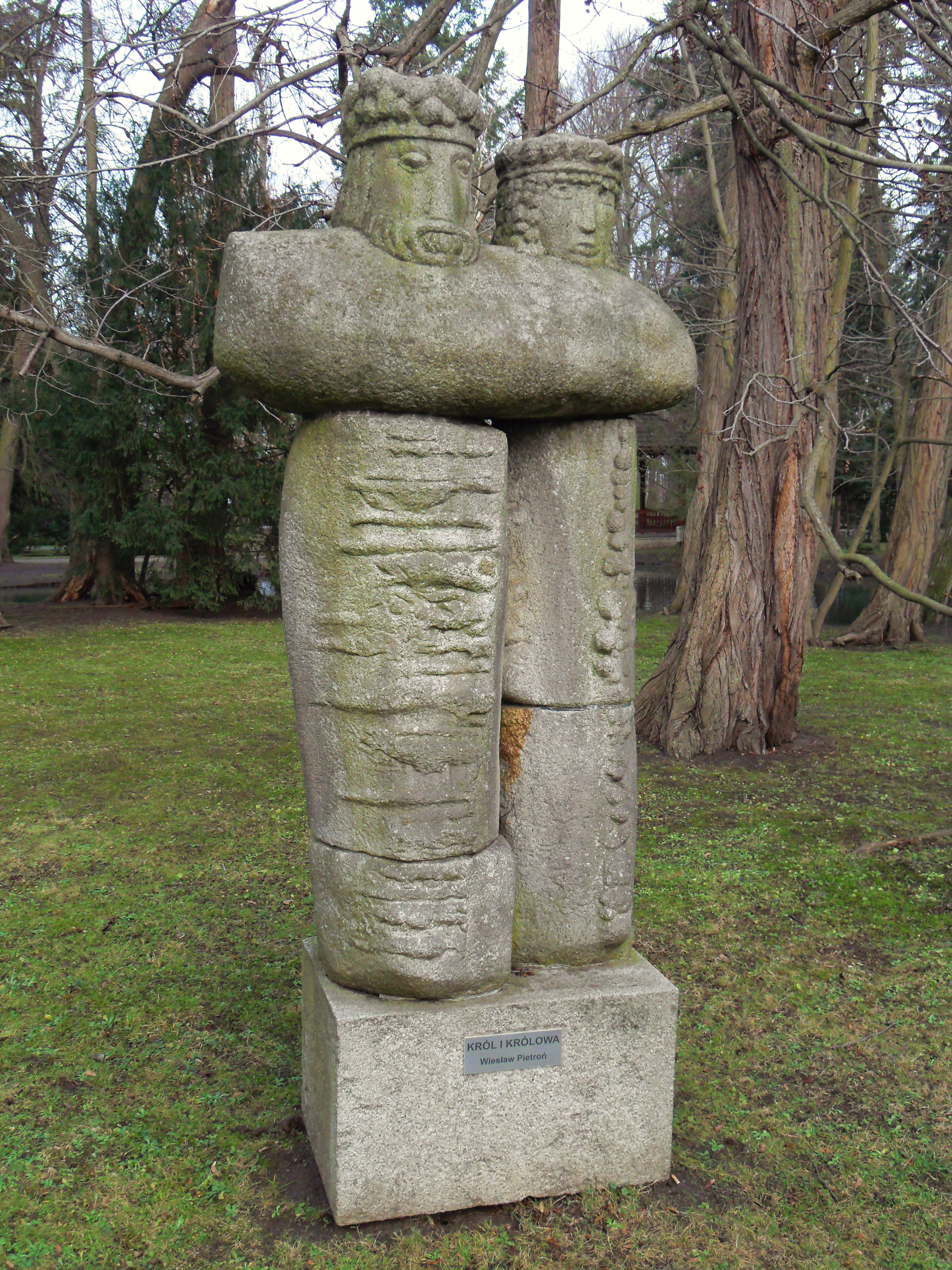
Król i królowa autorstwa Wiesława Pietronia w Parku Oliwskim

Studiował na Wydziale Rzeźby w Państwowej Wyższej Szkoły Sztuk Plastycznych w Gdańsku (od roku 1996: Akademia Sztuk Pięknych w Gdańsku); dyplom uzyskał w 1964 w pracowni profesora Stanisława Horno-Popławskiego oraz specjalizację w projektowaniu rzeźbiarko-architektonicznym u profesora Adama Smolany.
Ważniejsze realizacje:
- "Pomnik Poległych Żołnierzy Radzieckich", Sarzyński Dwór, 1967
- "Pomnik Tym co za polskość Gdańska" (z Wawrzyńcem Sampem), Gdańsk, 1969
- "Pomnik Partyzantów", Czarna Woda, 1970
- Pomnik Jana Heweliusza, Gdańsk Przymorze, 1973[4]

Udział w konkursach:
- "Bohaterów Westerplatte", 1963 - wyróżnienie
- "Rzezi Gdańskiej w 1308", 1967 - I nagroda
- "Walk o Wał Pomorski", 1968 - wyróżnienie
- J. Conrada, 1973 - III nagroda
- zagospodarowania Kamiennej Góry w Gdyni, 1968 - wyróżnienie

Udział w wystawach okręgowych i ogólnopolskich, m.in.:
- "Ogólnopolska Wystawa Młodych Rzeźbiarzy", Kraków, 1966 - nagroda
- "XIX Festiwal Sztuk Plastycznych", Sopot, 1966
- "XX-lecia ZPAP", Gdańsk 1968
- "Propozycje Rzeźbiarskie dla Gdańska", Gdańsk, 1968
- Propozycje Rzeźbiarskie dla Gdyni", Gdynia, 1969
- "Wystawa Okręgu Gdańskiego", Bydgoszcz, 1973
- "Ceramika dla Architektury" (wystawa międzynarodowa), Gdańsk 1973
- "Ogólnopolska Wystawa Rzeźby", 1974 - metal
- "Postawy Twórcze", Warszawa, 1976

Udział w wystawach zagranicznych, m.in.:
- "Międzynarodowe Biennale Sztuki", Paryż, 1967
- "Rzeźby i Kwiaty", Berlin, (NRD), 1971
- "Ruch antyfaszystowski", Mediolan, 1971
- "Polska Rzeźba", Norwegia, 1975
- "Wystawa Artystów wybrzeża", Kilonia (RFN), 1977